# Дреновец (язовир)
Язовир „Дреновец“ се намира в Област Видин, край пътя Дреновец – Воднянци. Един от най-големите изкуствени водоеми в околността.
В него може да се улови почти всякакъв вид мирна сладководна риба. Язовирът е платен. Говори се, че има доста от шарановия раздел риби като каракуда и шаран.